# Отношения Азербайджана и ДР Конго
Отношения Азербайджана и Демократической Республики Конго — двусторонние дипломатические отношения между Азербайджанской Республикой и Демократической Республикой Конго в политической, социально-экономической, военной и других сферах

## Дипломатические отношения
23 сентября 2011 года состоялась официальная встреча министра иностранных дел Азербайджана Эльмара Мамедъярова с министром иностранных дел Конго Алексисом Тамбве Мвамба, в ходе которой стороны подписали совместное коммюнике по установлению дипломатических отношений.

## Экономическое сотрудничество
Согласно статистическим данным ООН на 2017 год, объём экспорта Азербайджана в Конго составил 92610 долларов США.
Согласно статистическим данным ООН на 2018 год, объём экспорта Конго в Азербайджан составил около 50700 долларов США.
Согласно статистическим данным ООН на 2019 год, объём экспорта Конго в Азербайджан составил 60100 долларов США.
Планируется осуществление региональных энергетических проектов.

## Военно-техническое сотрудничество
В сентябре 2016 года Азербайджан экспортировал в Конго 10 модернизированных бронетранспортёров ZTR — 70.
Между странами осуществляется сотрудничество в сфере оборонной промышленности.

## Международное сотрудничество
В 2012 году в Совете Безопасности Организации Объединённых Наций (ООН) был создан Комитет по Демократической Республике Конго. Председателем Комитета является Азербайджан. Заместителями председателя является Марокко и Пакистан.